# Ranoidea cultripes
Ranoidea cultripes es una rana de Australia.  Vive en Australia Occidental, el Territorio del Norte, Queensland, Nueva Gales del Sur y Australia Meridional.
La rana adulta macho mide 4.1 cm de largo y la hembra 4.3 cm de largo.  Las patas delanteras no son palmeadas y las traseras son solamente un poco palmeadas.  Esta rana cava en el suelo para hacer su propia madriguera en lugar de buscar grietas en la tierra.  Esta rana es de color marrón grisáceo o marrón oliva con una raya fina en el medio de la espalda que baja por su columna vertebral.
Esta rana vive en terrenos inundables cerca de arroyos pequeños. Sube sobre la tierra después de lluva.  Los machos cantan a las hembras cerca del agua. Científicos no saben mucho sobre los renacuajos ni los huevos.